# Lamika
Lamika is een bestuurslaag in het regentschap Flores Timur van de provincie Oost-Nusa Tenggara, Indonesië. Lamika telt 986 inwoners (volkstelling 2010).